# 大湯鉄道
大湯鉄道（だいとうてつどう）は、現在の九州旅客鉄道（JR九州）久大本線の一部である大分市駅 - 小野屋駅間を開業させた鉄道事業者（私鉄）である。開業後7年で買収・国有化された。

## 歴史
大分市と湯平温泉のある湯平村（現・由布市）間を鉄道で繋ぐ計画により1913年（大正2年）に設立された大湯鉄道株式会社により、1915年（大正4年）10月30日に大分市駅（豊州線：現・日豊本線の大分駅の東隣）から小野屋駅（現・由布市）までの間（全長21.9km）で開業した。しかし第1次世界大戦による資材の高騰と資金不足により湯平延長の目処がたたなかった。一方「久留米より日田を経て大分に至る鉄道」が1919年（大正8年）3月25日「法律第20号」をもって鉄道敷設法第2条の予定線に加わり、あわせて第7条の第一期鉄道となり建設予算がつくことになった。そして1920年（大正9年）12月16日に小野屋 - 天ヶ瀬間の工事が着手された。この計画線上にある大湯鉄道は買収の対象となり、1922年（大正11年）第45帝国議会において審議となった。その委員会では元田肇鉄道大臣、石丸重美鉄道次官、木下謙次郎参事官らが大分出身であることから問題視されたものの国有鉄道の建設工事に伴って買収するものは当然として可決され、同年12月に鉄道省に買収され以後は国鉄大湯線として1923年（大正12年）には湯平駅まで鉄道が延ばされた。1925年（大正14年）には南由布・北由布駅（現・由布院駅）まで、さらに1929年（昭和4年）に豊後森駅（玖珠郡玖珠町）まで延長された。1934年（昭和9年）、日田から天ヶ瀬（日田市）間の開通により大分から久留米まで接続し国鉄久大線に編入された。
なお営業成績であるが輸送量は年を追って増加し、併せて政府補助金もあることから大正5年度より5分の配当を続けていた。このため買収価額も569,302円と開業線建設費494,696円の1.2倍にあたり投資額以上となった。
また取締役に東武鉄道の根津嘉一郎の名前が見られる。開業にあたって調達した車両のほとんどが東武鉄道の中古車であるが、役員、大株主とも地元のメンバーで固められ根津の関係者が見られず、投資としても微少でありどのような経緯から根津が関与するようになったかはっきりしない。

### 年表
- 1912年（大正元年）11月15日：大湯鉄道（発起人総代小野駿一[3]）に対し鉄道免許状下付（大分市 - 速見郡湯平村間）[1]。
- 1913年（大正2年）8月25日[14]：大湯鉄道株式会社設立[15]
- 1915年（大正4年）10月30日：大湯鉄道が大分市駅 - 小野屋駅間を開業。大分市駅・古国府停留場・永興停留場・賀来駅・平横瀬停留場・向之原駅・鬼瀬停留場・櫟木停留場・小野屋駅が開業[4]。
- 1918年（大正7年）2月1日：森ノ木停留場が開業[16]。
- 1922年（大正11年）12月1日：大湯鉄道が買収・国有化され、大分駅 - 小野屋駅間が大湯線となる[12]。大分市駅が大分駅に併合されて廃止、古国府停留場・森ノ木停留場・平横瀬停留場・鬼瀬停留場・櫟木停留場が廃止。永興停留場が駅に変更。買収価額569,302円。機関車4両、客車11両、貨車28両を引き継ぐ[17]。三等運賃は48銭から36銭になる。[18]

## 駅一覧
大分市駅 - 古国府（ふるごう）停留場 - 永興（りょうご）停留場 - 賀来（かく）駅 - 森ノ木停留場 - 平横瀬（ひらよこせ）停留場 - 向之原（むかいのはら）駅 - 鬼瀬（おにがせ）停留場 - 櫟木（いちぎ）停留場 - 小野屋駅
- 古国府停留場は古国府駅とは別駅。
- 向之原駅は1922年に国有化された際に(むかいのはる)に呼び方が変更された。

## 接続路線
大分市駅：国鉄豊州本線（大分駅）

## 輸送・収支実績
| 年度 | 輸送人員（人） | 貨物量（トン） | 営業収入（円） | 営業費（円） | 営業益金（円） | その他益金（円） | その他損金（円）    | 支払利子（円） | 政府補助金（円） |
| ---- | -------------- | -------------- | -------------- | ------------ | -------------- | ---------------- | ------------------- | -------------- | ---------------- |
| 1915 | 44,981         | 2,635          | 9,993          | 8,353        | 1,640          |                  | 利息配当充当金1,235 | 7,483          | 7,078            |
| 1916 | 125,340        | 3,346          | 27,412         | 20,913       | 6,499          |                  | 雑損金61            | 12,122         | 14,887           |
| 1917 | 219,627        | 13,395         | 56,741         | 48,011       | 8,730          | 建設利子7,475    |                     | 11,775         | 10,607           |
| 1918 | 274,763        | 15,892         | 61,601         | 51,331       | 10,270         | 建設利子929      | 償却金1,076         | 9,688          | 16,065           |
| 1919 | 351,279        | 17,801         | 79,100         | 62,917       | 16,183         |                  | 雑損金338           | 8,398          | 8,553            |
| 1920 | 398,589        | 19,394         | 105,306        | 88,884       | 16,422         | 建設利息10,228   |                     | 14,884         | 4,234            |

- 鉄道院鉄道統計資料、鉄道省鉄道統計資料各年度版
- 1921年度計数は関東大震災により資料が焼失したため掲載せず

## 車両
開業年度は機関車4両、客車9両、貨車28両、1918年（大正7年）に国鉄より客車2両の払下げを受け国有化まで変化は無い
- 開業にあたり東武鉄道より機関車2両、客車7両、貨車28両を購入[19]。ほかに機関車2両、三等ボギー客車2両を新製[20]
  - い1・い2 タンク機関車 東武鉄道より購入。詳細は国鉄40形蒸気機関車を参照のこと
  - い3・い4 タンク機関車 アメリカH.K.ポーター社の新製車 。詳細は国鉄50形蒸気機関車を参照のこと

- - ろ1 - ろ5 三等客車 東武鉄道より購入。買収後ハ2560 - ハ2564。
  - ろ6・ろ7 三等郵便合造車 東武鉄道より購入。買収後フハユ3460・フハユ3461。
  - ろぼ1・ろぼ2 三等ボギー客車 日本車輌製造製。買収後フコハ7965・フコハ7966[21]
  - ろぶ3・ろぶ4 三等客車。1918年（大正7年）に国鉄よりハ2029・ハ2033（形式2024[22]）の払下げを受ける[23]。1919年に三軸客車に改造する申請がされている[24]。国有化後はフハ4870、フハ4871に改番され1924年（大正13年）廃車[25]。

- - は1 - は10 有蓋貨車 東武鉄道より購入。買収後ワ6110形（ワ6110 - ワ6119）。
  - はふ1・はふ2 有蓋緩急貨車 東武鉄道より購入。買収後ワフ2705形（ワフ2705・ワフ2706）。
  - にふ1 - にふ4 土運貨車 東武鉄道より購入。買収後フツ1595形（フツ1595 - フツ1598）。
  - に1 - に3 土運貨車 東武鉄道より購入。買収後ツ1705形（ツ1705 - ツ1707）。
  - へ1 - へ9 土運貨車 東武鉄道より購入。買収後ツ1695形（ツ1695 - ツ1703）。

## その他
2015年（平成27年）10月30日の大湯鉄道開業100周年に向けて「豊後大正ロマン街道・大湯鉄道物語」プロジェクトを始動させるにあたり、2014年（平成26年）1月にプロジェクト推進協議会の設立準備委員会を発足する予定である。